# Kugelblitz
Kugelblitz (česky: Kulový blesk) byl německý samohybný protiletadlový kanón užívaný[zdroj⁠?!] v závěru 2. světové války. Po zkonstruování jiných předešlých typů byl dán požadavek na to, aby došlo ke sníženi siluety stroje a zvýšení pasivní ochrany posádky. Výsledkem byl uzavřený stroj se zajímavým řešením kulové věže opatřené dvěma kanóny. Jeho první prototyp byl představen v závěru roku 1944, ovšem kvůli těžkostem německého zbrojního průmyslu nebylo snadné rozjet jeho sériovou výrobu. Počátkem roku 1945 bylo vyrobeno pouhých sedm kusů, jiné zdroje hovoří o pouhých čtyřech kusech. První dva prototypy byly zkompletovány v prosinci 1944 a lednu 1945, v únoru bylo dodáno prvních pět předsériových vozidel. Tyto stroje byly dodány k Panzer Flak Ersatz und Ausbildungs Abteilung. Tato jednotka zkoušela všechny typy německých protiletadlových vozidel. Ke konci války byla i ona nasazena do bojů, a tak si stroje Kugelblitz odbyly svou bojovou premiéru při obraně samotného Německa.
To, že Němci nedokázali vyrobit a posléze nasadit na frontě těchto vozidel více, bylo pro stíhací bombardovací letectvo veliké štěstí. Kugelblitz dokázal zasahovat vzdušné cíle až na vzdálenost 5 700 metrů. Výrobou stroje byla pověřena firma Ostbau Sagan. Uvažovalo se rovněž se zvýšením palebné síly stroje spřažením leteckého kanónu MG 151/20 ráže 20 mm. Ten měl být spřažen s pravým kanónem Flak 103/38. Později bylo rozhodnuto o spřežení obou kanónů Flak 103/38 s kanóny MG 151/20.